# 2001: Odiseja u svemiru (roman)
2001: Odiseja u svemiru (енгл. 2001: A Space Odyssey) naučnofantastični je roman britanskog pisca Artura Č. Klarka, objavljen 1968. Razvijen je paralelno s filmskom verzijom Stenlija Kjubrika i objavljen nakon objavljivanja filma. Klark i Kjubrik su zajedno radili na knjizi, ali je na kraju samo Klark završio kao zvanični autor. Priča je delom zasnovana na različitim Klarkovim kratkim pričama, uključujući „Stražar” (napisana 1948. za BBC-jevo takmičenje, ali prvi put objavljena 1951. pod naslovom „Stražar večnosti”). Do 1992. roman je prodan u tri miliona primeraka širom sveta. Kontekstualizacija zajedničkog rada Klarka i Kjubrika na ovom projektu napravljena je u knjizi The Lost Worlds of 2001 iz 1972.
Prvi deo romana, u kojem vanzemaljci utiču na primitivne pretke ljudi, sličan je zapletu Klarkove kratke priče iz 1953. „Susret u zoru”.

## Sažetak radnje
Tajanstvena vanzemaljska civilizacija koristi alat s izgledom velikog kristalnog monolita da istražuje svetove širom galaksije i, ako je moguće, podstiče razvoj inteligentnog života. Knjiga prikazuje jedan takav monolit koji se pojavljuje u praistorijskoj Africi, pre tri miliona godina (u filmu, Četiri miliona godina), gde inspiriše izgladnelu grupu hominida da razviju alate. Hominidi koriste svoje alate da ubijaju životinje i jedu meso, okončavajući njihovu glad. Zatim koriste alat da ubiju leoparda koji ih lovi; sledećeg dana, glavni lik majmuna, Posmatrač Meseca, koristi toljagu da ubije vođu suparničkog plemena.
Godine 1999, dr. Hejvud Flojd putuje u Mesečevu bazu Klavius, gde naučnik objašnjava da su pronašli elektromagnetnu smetnju, nazvanu Tajko mangnetna anomalija jedan (ili TMA-1), u krateru Tajko. Iskopavanje je otkrilo veliku crnu ploču, precizno oblikovanu u odnosu 1:4:9, zbog čega se verovalo da je to delo obavještajne službe. Posetivši TMA-1, Flojd i drugi stižu upravo u trenutku kada Sunčeva svetlost pada na njega prvi put otkad je otkriven; on emituje prodoran radioprenos za koji naučnici utvrđuju da je usmeren na jedan od Saturnovih meseca, Japet.
Misija, Diskavero van, poslana je na Saturn. Na putu dr. Dejvid Bauman i dr. Frank Pul jedini su svesni ljudi na brodu; njihovo troje kolega je u hibernaciji da bi se probudili u blizini Saturna. HAL 9000, računar s veštačkom inteligencijom, održava brod. Dok Pul prima rođendansku poruku od svoje porodice na Zemlji, Hal govori Baumanu da će se AE-35 komunikacijska jedinica na brodu pokvariti. Pul uzima jedno od vozila i zamenjuje AE-35 jedinicu; ali kada Bauman sprovodi testove na uklonjenoj jedinici AE-35, on utvrđuje da je ona u redu i da nije pokvarena. Pul i Bauman postaju sumnjičavi zbog Halovog odbijanja da prizna da je njegova dijagnoza pogrešna; HAL tada tvrdi da će zamenska jedinica AE-35 otkazati. U komunikaciji sa Zemljom, Pul i Bauman upućeni su da isključe HAL-a radi analize. Ova uputstva se prekidaju zbog prekida signala, a HAL ih obaveštava da je AE-35 jedinica neispravna.
Dok Pil uklanja jedinicu, on umire u sudaru s svojom kapsulom. Bauman, nesiguran o HAL-ovu ulogu u tome, odlučuje da probudi ostala tri astronauta te se sukobi s HAL-om, koji odbija da posluša njegova naređenja. Bauman preti da će ga isključiti ako se njegova naređenja ne poštuju, a HAL popušta. Dok Bauman počinje da budi svoje kolege, čuje kako HAL otvara obe vazdušne komore u svemir, oslobađajući unutrašnju atmosferu broda. Iz zapečaćenog skloništa za hitne slučajeve Bauman uzima svemirsko odelo i ponovo ulazi u brod, gde isključuje HAL-ovu svest, ostavljajući netaknute samo njegove autonomne funkcije, i ručno ponovo uspostavlja kontakt sa Zemljom. Tada saznaje da je njegova misija da istraži Japet, s ciljem kontakta civilizacije koja je zatrpala monolit na Mesecu. Bauman saznaje da je HAL počeo da osećati krivicu što je skrivao svrhu misije od njega i Pula, protiv njegove najavljene misije prikupljanja informacija i potpunog izveštavanja o njima; a kada mu je zapretio prekid veze, uspaničio se i branio se iz uverenja da je njegovo postojanje u pitanju, jer ne razumije pojam sna.
Bauman provodi mesece usamljen na brodu, polako se približavajući Japetu. Tokom približavanja postepeno primećuje malu crnu tačku na površini Japeta, a kasnije otkriva da je identičnog oblika kao TMA-1, samo mnogo veća. Naučnici na Zemlji ovaj monolit nazivaju „TMA-2”, koji Bauman identifikuje kao dvostruko pogrešan naziv jer nije u krateru Tajko i ne odaje magnetnu anomaliju. Kada se Bauman približi monolitu, on se otvara i uvlači Baumanovu kapsulu. Pre nego što nestane, kontrola misije čuje ga kako izjavljuje: „Stvar je šuplja – traje zauvek – i – o, moj Bože! – puna je zvezda!”
Bauman je putem monolita transportovan do nepoznatog zvezdanog sistema, kroz veliku međuzvezdanu preklopnu stanicu, i vidi svemirske brodove drugih vrsta kako idu drugim rutama. Baumanu se pruža širok izbor prizora: od olupina drevnih civilizacija do onoga što se čini da su oblici života, koji žive na površinama planete binarnog zvezdanog sistema. Doveden je u naizgled ugodan hotelski apartman, pažljivo dizajniran da se oseća opušteno, i zaspi, nakon čega postaje besmrtno „Zvezdano dete”, koje može živeti i putovati u svemiru. Ono se zatim vraća na Zemlju, gde detonira nuklearnu bojevu glavu u orbiti.

## Teme

### Opasnosti tehnologije
Knjiga istražuje tehnološki napredak: njegova obećanja i opasnosti. Računar HAL 9000 iznosi probleme koji se mogu pojaviti kada ljudi grade mašine čiji unutrašnji rad nije potpuno shvaćen i zbog čega se ne može potpuno kontrolisati.

### Opasnosti nuklearnog rata
Knjiga istražuje opasnosti vezane za atomsko doba. U ovom romanu, Hladni rat očigledno još traje, a na kraju knjige jedna strana ima nuklearno oružje iznad Zemlje na orbitalnoj platformi. Kako bi testiralo svoje sposobnosti, Zvezdano dete detonira bojevu glavu u orbiti na kraju romana, stvarajući lažnu zoru ispod za ljude na Zemlji. Roger Ebert napominje da je Kjubrik prvobitno nameravao da prvi svemirski brod viđen u filmu bude platforma za bombu u orbiti, ali je na kraju odlučio da značenje broda ostavi dvosmislenim. Klark je, međutim, zadržao i jasno naveo ovu činjenicu u romanu.

### Evolucija
Roman ima panoramski pregled napretka. Priča prati rast ljudske civilizacije od primitivnih hominida. Posebno, Odiseja u svemiru nije zabrinuta samo za evoluciju koja je dovela do razvoja čovečanstva nego i za evoluciju koju bi čovečanstvo moglo proći u budućnosti. Stoga se prati Baiman dok se pretvara u Zvezdano dete. Roman priznaje da evolucijska teorija podrazumeva da čovečanstvo nije kraj nego samo korak u procesu. Jedan od načina na koji bi se ovaj proces mogao nastaviti, zamišlja se u knjizi, jeste da će ljudi naučiti da pređu na tela robota i na kraju se potpuno osloboditi fizičkog oblika.

### Istraživanje svemira
Kada je napisana 2001: Odiseja u svemiru, čovečanstvo još nije bilo kročilo na Mesec. Programi istraživanja svemira u SAD-u i Sovjetskom Savezu bili su tek u ranoj fazi. Ostavljeno je mnogo prostora da se zamisli budućnost svemirskog programa. Odiseja u svemiru nudi jednu takvu viziju, pružajući uvid u ono što bi istraživanje svemira moglo jednog dana postati. U romanu su opisana duga putovanja, kao što su letovi s posadom do Saturna, i napredne tehnologije, poput hibernacije.

### Umjetna inteligencija
Knjiga postavlja pitanja o svesti, osećaju i ljudskoj interakciji s mašinama. HAL-ovo uslužno raspoloženje u suprotnosti je s njegovim zlonamernim ponašanjem. Čini se da je kroz veći deo filma bio pokvaren. Na kraju romana saznajemo da njegovo neobično ponašanje proizlazi iz suprotnosti u njegovim naredbama. Dobivši instrukcije da posadi ne otkriva prirodu misije, smatra da je njihovo prisustvo pretnja misiji, što je njegova glavna briga. HAL-ovo vraćanje u detinjasto stanje dok ga Dave zatvara odražava aspekte ljudske smrti, a njegov izraženi strah od zatvaranja izaziva Dejva da okleva.

### Oprema za svemirska putovanja
Roman je smišljeno napisan tako da čitaocu pruži gotovo kinestetičko poznavanje iskustva svemirskog putovanja i tehnologija s kojima se susreće. Veliki delovi romana posvećeni su detaljnim opisima ovoga. Roman govori o orbitalnoj mehanici i manevrima povezanim sa svemirskim putovanjem s velikom naučnom preciznošću. Svakodnevni životi Baumana i Pula na brodu „Discovery One” detaljno su razmotreni i odaju utisak užurbanog, ali svakodnevnog načina života s nekoliko iznenađenja do HAL-ovog kvara. Putovanje dr. Flojda do Svemirske stanice 1 prikazano je sa svesnošću o finim detaljima, kao što su iskustvo lansiranja spejsšatla, lepljivi umaci koji se koriste da hrana bude čvrsto na svom tanjiru, te čak i toalet bez gravitacije.

## Likovi

### Glavni
- Moon-Watcher: Australopithecus africanus[4] čovekoliki majmun koji je živeo u suvoj ekvatorskoj Africi, oko 3.000.000 BP. On, njegovo pleme i njegova vrsta bili su suočeni sa izumiranjem, ali zbog intervencije monolita koji je njega i njegove kolege prožeo počecima više inteligencije, evolucija je krenula svojim tokom.
- Dr. Hejvud Flojd: Astronom i predsedavajući „Nacionalnog veća astronautike”, koji je prebačen sa Zemlje na Mesec u tajnoj misiji u vezi Tajko monolita, ili TMA-1, drugog monolita koji je otkriven na Mesecu, a iskopao ga je američki tim za geološka istraživanja iz baze Klavius. U Flojdovom prisustvu, Tajko monolit, koji je osvetljen sunčevom svetlošću prvi put u tri miliona godina, šalje izuzetno snažan energetski talas u pravcu Saturna.
- Dejvid Bauman/zvezdano dete: Prvi kapetan Otkrića, američke svemirske letelice koja je ranije trebala da posetiti Jupiterov sistem, ali je odnedavno zadužena za istraživanje Saturna. Bez znanja Baumana i njegovog zamenika Franka Pula, pravi cilj misije je izviđanje prostora Saturna, gde se misli da se mogu pronaći daljnji tragovi namere vanzemaljaca. Bauman postaje Zvezdano dete nakon ulaska u Japetov monolit (TMA-2).
- Frank Pul: Baumanov zamenik. Bauman i Pul rutinski menjaju smene i uloge kako bi održali kontinuirano, budno prisustvo na Otkriću. Pula je napao i naizgled ubio HAL dok je obavljao EVA održavanje.
- HAL 9000: Otkrićev inteligentni, brodski računar, sposoban da prati sve funkcije broda, vodi razgovore i održava odnose s ljudima. HAL se kvari te ubija sve članove posade osim Baumana; ovo je bio rezultat kako toga što je HAL-u poveren pravi cilj misije Otkrića, tako i toga što je bio zadužen da to čuva u tajnosti do odgovarajućeg vremena. Ove naredbe u suprotnosti su s osnovnom svrhom HAL-a, a to je tačna i potpuna komunikacija informacija ljudima.

### Sporedni likovi
- Jednouhi: Vođa „Ostalih”, rivalskog plemena Australopithecus africanus čovekolikog majmuna, dakle neprijatelj Posmatrača Meseca i njegovog plemena. Osim njegovog eponimskog izobličenja, Jednouhi je opisan kao istih godina i veličine kao i Posmatrač Meseca, ali u „lošijem stanju”. Međuplemenske konfrontacije otkrivaju stil vodstva koji karakteriše prikrivanje straha ili „preuveličanog dostojanstva”. Kada se suoči sa svojim najsmrtonosnijim protivnikom, Jednouhi se čini ili „previše hrabar ili preglup da bi trčao”. Niko od Ostalih, uključujući Jednouhog, nije prikazan kao evaluiran ili preobražen monolitom.
- Dr Dimitri Moisevič: Flojdov dobar prijatelj (i građanin rivalskog SSSR-a), koji diplomatski vrši pritisak na Flojda o naslovnoj priči Amerikanaca o „izbijanju” (s namerom da drži strance podalje od otkrića Tajko monolita) dok su obojica na brodu Svemirska stanica jedan, stanice između Zemlje i Meseca. U filmu Moisevičovu ulogu izvodi lik drugog imena, dr Andrej Smislov, dok se lik Moiseviča kao takvog pojavljuje u ostatku serije Odiseja i u početnoj sceni filma iz 2010. godine. Moisevič je, kao i Flojd, napisan kao lukavi birokrata.
- Ralf Halvorsen: Administrator Južne provincije i vođa baze Klavius, Halvorsen predstavlja američke interese na Mesecu i prima Flojda u Klavijusu da prikupi informacije o Tajko monolitu.
- Vajthed, Kaminski i Hanter: tri astronauta koji su stavljeni na Otkriću u hibernaciju, kako bi se sačuvale resurse. U slučaju smrti Baumana ili Pula, astronauti koji se hiberniraju moraju biti oživljeni prema datom redosledu. Shodno tome, nakon pretpostavljene Pulove smrti, Bauman je delimično oživio Vajtheda sve dok HAL nije smanjio pritisak na Otkriću, ubivši trojicu dok je Bauman pobegao na sigurno. U filmu, HAL ubija trojac tako što jednostavno isključuje njihove funkcije održavanja života dok je Bauman na EVA u pokušaju da povrati Pulovo telo; u filmu, trio je umesto toga stilizovan kao Kimbal, Kaminski i Hanter.
- Dr. Čandra: HAL ga je kratko citirao tokom deaktivacije kao svog prvog instruktora, koji ga je naučio da peva „Dejzi”. U filmu je ovaj početni instruktor umesto toga nazvan „gospodin Langli”; međutim lik dr. Čandre se pojavljuje u ostatku franšize Odiseja, posebno u knjizi i filmu iz 2010. godine.
- Ana, Beti, Klara: Imenaci Otkrićeve tri EVA kapsule. U drugim filmovima i romanima iz franšize, ove kapsule imaju različite konvencije imenovanja. Beti je kapsula koja, pod HAL-ovom kontrolom, se pretpostavlja da uzrokuje Pilovu smrt.

## Literatura
- Ebert, Roger (2004). The Great Movies. Broadway Books. ISBN 978-0-7679-1038-5.
- Hagerty, Jack; Jon C. Rogers (2001). Spaceship Handbook: Rocket and Spacecraft Designs of the 20th Century, Fictional, Factual, and Fantasy. ARA Press. стр. 322—351. ISBN 978-0-9707604-0-1.
- LoBrutto, Vincent (1999). Stanley Kubrick: A Biography. Da Capo Press. ISBN 978-0-306-80906-4.
- Locke, George (1978). Science Fiction First Editions: a select bibliography and notes for the collector.. London: Ferret Fantasy.
- Ordway III, Frederick Ira (март 1970). „2001: A Space Odyssey”. Spaceflight. The British Interplanetary Society. 12 (3): 110—117.
- Ordway III, Frederick Ira (1982). „2001: A Space Odyssey in Retrospect”.  Ур.: Eugene M. Emme. American Astronautical Society History. Science Fiction and Space Futures: Past and Present. 5. стр. 47—105. ISBN 978-0-87703-172-7. Архивирано из оригинала 26. 4. 2011. г. Приступљено 23. 3. 2011. A detailed account of development and filming of 2001: A Space Odyssey by its technical adviser.
- Rasmussen, Randy (2005). Stanley Kubrick: Seven Films Analyzed. McFarland & Company. ISBN 978-0-7864-2152-7.
- Tuck, Donald H. (1974). The Encyclopedia of Science Fiction and Fantasy. Chicago: Advent. стр. 102. ISBN 978-0-911682-20-5.
- Williams, Craig H.; Leonard A. Dudzinski; Stanley K. Borowski; Albert J. Juhasz (март 2005). Realizing "2001: A Space Odyssey": Piloted Spherical Torus Nuclear Fusion Propulsion (PDF). Cleveland, Ohio: John H. Glenn Research Center. Архивирано из оригинала (PDF) 2010-05-31. г. Приступљено 19. 9. 2013.